# Images d'Italie
Images d'Italie (titre original en anglais : Pictures from Italy) est un récit de voyage effectué en Italie par Charles Dickens, publié en 1846.

## Description
En 1844, Dickens effectue une pause dans l'écriture de ses romans et se rend avec sa famille en France et en Italie durant plusieurs mois : son voyage, après Paris, Lyon et Avignon, le conduit à Gênes, Parme, Modène, Bologne, Ferrare, Vérone, Mantoue, Milan, Rome, Pise, Sienne, Naples (Pompéi, Herculanum, Paestum et le Vésuve), Florence et Venise. 
Dans la préface de son livre, Charles Dickens se démarque en précisant que son désir n'est d'écrire ni un ouvrage historique, ni un guide artistique, ni un ouvrage politique. Sans éviter les clichés des récits de voyage de ses prédécesseurs, le sien dépeint un pays de grands contrastes et privilégie les scènes de rue et les spectacles populaires tel le carnaval romain : selon Kate Flint, l'auteur présente l'Italie « comme le spectacle chaotique d'une lanterne magique, fasciné autant par le spectacle qu'il offre, que par lui-même comme spectateur ».